# Lilla Skärsjön, Östergötland
Lilla Skärsjön är en sjö i Aneby kommun i Östergötland och ingår i Motala ströms huvudavrinningsområde. Sjön har en area på 0,243 kvadratkilometer och ligger 216,9 meter över havet.

## Delavrinningsområde
Lilla Skärsjön ingår i det delavrinningsområde (641637-145386) som SMHI kallar för Mynnar i Västra Lägern. Medelhöjden är 260 meter över havet och ytan är 36,25 kvadratkilometer. Det finns inga avrinningsområden uppströms utan avrinningsområdet är högsta punkten. Vattendraget som avvattnar avrinningsområdet har biflödesordning 4, vilket innebär att vattnet flödar genom totalt 4 vattendrag innan det når havet efter 224 kilometer. Avrinningsområdet består mestadels av skog (76 procent) och jordbruk (10 procent). Avrinningsområdet har 1,5 kvadratkilometer vattenytor vilket ger det en sjöprocent på 4,1 procent.